# 五甲自強夜市
- 關於現今花蓮東大門國際觀光夜市的一部份，請見「自強夜市」。

自強夜市位於鳳山區五甲與前鎮區交界處，整條夜市沿著鳳山區自強路延伸開來，鄰近五甲廟及高雄捷運前鎮高中站，營業時間為中午到深夜時段。
自強夜市為高雄市一處重要的商業地標，商業機能成熟，進駐許多傳統台灣小吃。

## 事蹟
- 於2010年左右舉辦的年度鳳山區美食票選活動[8]，自強夜市中有好幾個攤位都名列前茅。[2]

## 來源
1. ↑  . 高雄美食地圖 - 高雄小吃・高雄景點・高雄優惠・高雄推薦美食. 2013-01-11  [2018-04-17]. （原始内容存档于2019-09-15） （中文）.
2. 1 2 3  朱原禾. . 高雄文獻研究中心.   [2018-04-16]. （原始内容存档于2019-11-12） （中文）.
3. ↑  . 鳳山五甲-自強夜市 - 好玩景點. 2018-04-17  [2018-04-17]. （原始内容存档于2019-09-13） （中文）. 捷運前鎮高中站到自強路的五甲夜市，屬五甲三路沿線，長約一公里適合徒步逛街購物、大啖小吃美食。營業時間每天都有，並且集結了各路美食小吃，是當地民眾及前鎮區居民熟知的好所在，除了填飽上班族及學生族的胃，也滿足了家族多變的口味。
4. ↑  . 高雄旅遊網.   [2018-04-16]. （原始内容存档于2016-04-17） （中文）.
5. ↑  . 蘋果日報. 2010-01-16  [2018-04-17]. （原始内容存档于2018-08-23） （中文）. 五甲觀光夜市是高雄縣鳳山市的商業地標，周邊商業機能成熟
6. ↑  . 高雄市政府新聞局. 2015-05-29  [2018-04-17]. （原始内容存档于2018-04-17） （中文）. 鳳山區的五甲自強夜市與青年夜市也集聚眾多傳統美食
7. ↑  黃佳萍、田居達. . 三立新聞網 SETN.COM. 2017-10-20  [2018-04-17]. （原始内容存档于2019-02-21） （中文）.
8. ↑  黃佳琳. . 自由時報電子報. 2013-10-13  [2018-04-17]. （原始内容存档于2019-12-06） （中文）.